# Целль (Мозель)
Целль (нем. Zell) — город в Германии, в земле Рейнланд-Пфальц.
Входит в состав района Кохем-Целль. Подчиняется управлению Целль (Мозель). Население составляет 4108 человек (на 31 декабря 2010 года). Занимает площадь 44,98 км². Официальный код — 07 1 35 092.
Город подразделяется на 5 городских районов.

## История
Целль был основан римлянами, в период немногим ранее 70-го года н. э., упоминания о городском районе Каймт (нем. Kaimt) встречаются в исторических хрониках уже в 732—733 гг.
В 1222 году поселению Целль был дарован статус города. Начиная с 1332 года, город принадлежал к Трирскому курфюршеству, до 1794 года являясь также и местом заседания оберамта курфюршества (нем. Electoral-Trier Oberamt). После оккупации города французскими революционными войсками в связи с наступлением и захватом левого берега Рейна в 1794 году город становится французским. В 1814 году Целль был приписан к Королевству Прусскому в ходе Венского Конгресса.
Пожары 1848 и 1857 годов уничтожили значительную часть Старого Города. Начиная с 1946 года, город является частью нового государства Рейнланд-Пфальц. В 1950 году происходит слияние города Целль и района Каймт. 7 июня 1969 года к Целлю та же был присоединён городок Мерль.

## Виноделие
В окрестностях города располагается известный винодельческий субрегион «Шварце Катц», часть винодельческого региона Мозель.

## Фотографии

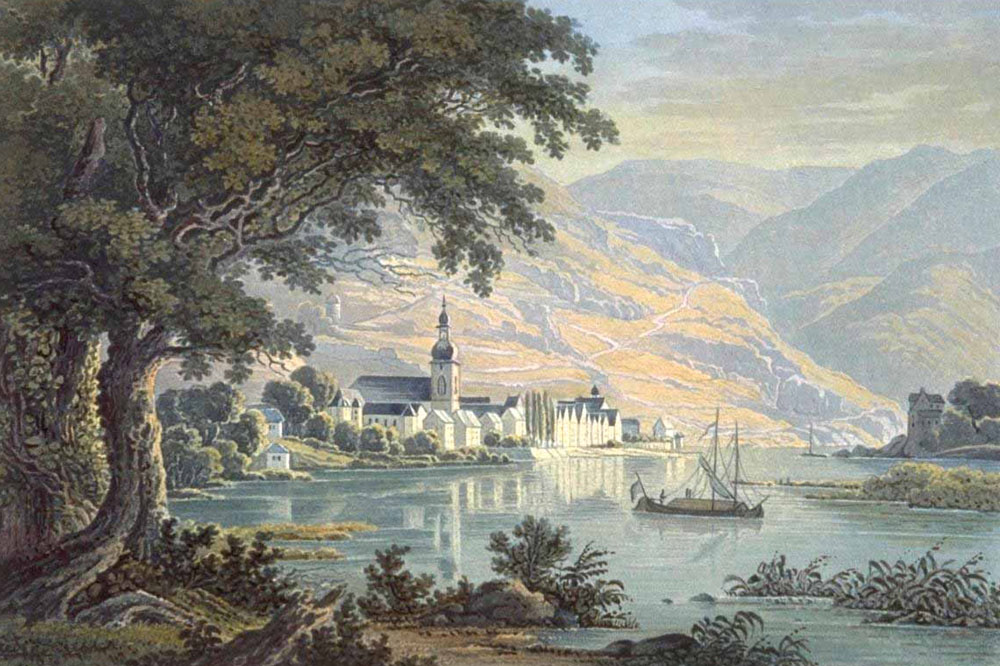
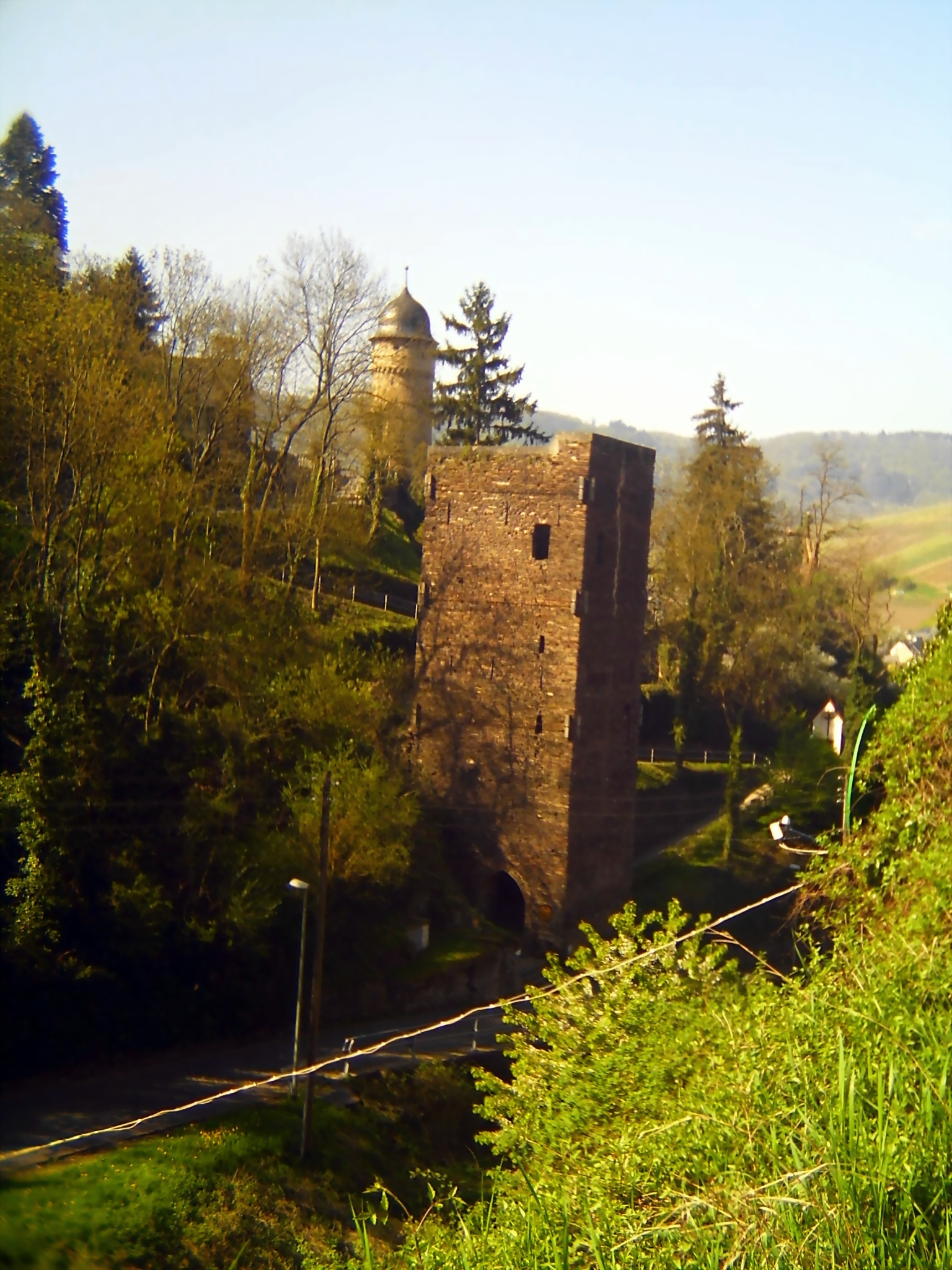
Башня
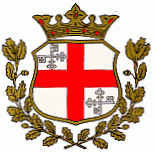